# Aghwan Babajan
Aghwan Babajan (orm. Աղվան Բաբայան, ros. Агван Бабаян, ur. 5 listopada 1919 we wsi Taratumb w Armenii, zm. 17 stycznia 1992 w Erywaniu) – radziecki wojskowy, młodszy porucznik, Bohater Związku Radzieckiego (1945).

## Życiorys
Urodził się w ormiańskiej rodzinie chłopskiej. W 1939 ukończył technikum pedagogiczne w Erywaniu, pracował jako nauczyciel, w styczniu 1940 został powołany do Armii Czerwonej. Od lipca 1941 uczestniczył w wojnie z Niemcami, walczył na Froncie Południowo-Zachodnim, Północno-Kaukaskim, Południowym, 4 Ukraińskim, 1 Nadbałtyckim, 2 i 3 Białoruskim. Był czterokrotnie ranny. Od września 1941 do lutego 1942 przebywał w niewoli, później ukrywał się na okupowanym terytorium w Stawropolu, po wyzwoleniu tych terytoriów ponownie powołano go do Armii Czerwonej. Brał udział w obronie Kijowa, wyzwalaniu Kubania, operacji donbaskiej, melitopolskiej i krymskiej, w tym w wyzwalaniu Sewastopola, w operacji białoruskiej, nadbałtyckiej i wschodniopruskiej.
Wyróżnił się przy szturmie Sewastopola 8 maja 1944, gdy jako dowódca plutonu 647 pułku piechoty 216 Dywizji Piechoty 51 Armii 4 Frontu Ukraińskiego w stopniu starszego sierżanta wraz z grupą żołnierzy granatami unicestwił jeden z garnizonów wroga, później, gdy dowódca batalionu został wyeliminowany z walki, przejął dowodzenie batalionem i brał udział w walkach o miasto, zdobywając wraz z batalionem wiele dzielnic miasta i zadając Niemcom duże straty. Otrzymał za to tytuł Bohatera Związku Radzieckiego i Order Lenina, a wkrótce awans na stopień młodszego porucznika. Uczestniczył w wyzwalaniu Białorusi i zdobywaniu Prus Wschodnich, w tym w likwidacji przasnysko-mławskiego zgrupowania przeciwnika (w składzie 49 Armii 2 Frontu Białoruskiego zimą 1945) i później w zdobywaniu Królewca (w składzie 3 Armii 3 Frontu Białoruskiego).
Pod koniec 1945 został zdemobilizowany, wrócił do Armenii, gdzie został zastępcą przewodniczącego komitetu wykonawczego sielsowietu, a w 1947 wybrano go deputowanym do Rady Najwyższej Armeńskiej SRR. W 1955 ukończył Erywański Instytut Pedagogiczny, a w 1959 szkołę partyjną przy KC Komunistycznej Partii Armenii, pracował w miejskim komitecie wykonawczym Erywania, później jako dyrektor parku kultury i na innych stanowiskach.

## Odznaczenia
- Złota Gwiazda Bohatera Związku Radzieckiego (24 marca 1945)
- Order Lenina (24 marca 1945)
- Order Czerwonego Sztandaru (6 listopada 1944)
- Order Wojny Ojczyźnianej I klasy (11 marca 1985)
- Order Wojny Ojczyźnianej II klasy (2 czerwca 1945)
- Order Czerwonej Gwiazdy (25 października 1943)

I medale.